# Глазчатый мечеклювый древолаз
Глазчатый мечеклювый древолаз (лат. Xiphorhynchus ocellatus) — вид воробьиных птиц из семейства печниковых. Иногда вид Xiphorhynchus chunchotambo считают его подвидом (и в этом случае именуют Xiphorhynchus ocellatus chunchotambo). Существует еще два подвида Xiphorhynchus ocellatus, номинативный и X. o. perplexus J. T. Zimmer, 1934.

## Распространение
Обитают на территории Боливии, Бразилии, Колумбии, Эквадора, Перу и Венесуэлы. Естественной средой обитания этих птиц являются субтропические или тропические влажные равнинные леса, а также субтропические или тропические влажные горные леса.

## Описание
Длина тела 20—23 см; 24—42 г. У представителей номинативного подвида коричневые корона и верх головы.

## Биология
Эти птицы насекомоядны.
МСОП присвоил виду охранный статус LC.